# Sofia Gerhardt
Sofia Gerhardt, född 1813, död 1887, var en rysk affärskvinna. Hon är känd som grundaren av Leningrad Zoo (1865).